# Campeonato Mundial de Esquí Nórdico de 2017
El LII Campeonato Mundial de Esquí Nórdico se celebró en la localidad de Lahti (Finlandia) entre el 23 de febrero y el 5 de marzo de 2017 bajo la organización de la Federación Internacional de Esquí (FIS) y la Federación Finlandesa de Esquí.

## Calendario
Competiciones en la hora local de Finlandia (UTC+2).
| Fecha         | Hora  | Prueba                 |
| ------------- | ----- | ---------------------- |
| 23 de febrero | 15:00 | Velocidad individual F |
| 23 de febrero | 15:00 | Velocidad individual M |
| 25 de febrero | 12:00 | 7,5 km F               |
| 25 de febrero | 14:30 | 15 km M                |
| 26 de febrero | 11:30 | Velocidad por eqs. F   |
| 26 de febrero | 11:30 | Velocidad por eqs. M   |
| 28 de febrero | 13:45 | 10 km F                |
| 1 de marzo    | 13:45 | 15 km M                |
| 2 de marzo    | 15:00 | 4 × 5 km F             |
| 3 de marzo    | 13:30 | 4 × 10 km M            |
| 4 de marzo    | 14:30 | 30 km F                |
| 5 de marzo    | 14:30 | 50 km M                |

| Fecha         | Hora  | Prueba          |
| ------------- | ----- | --------------- |
| 24 de febrero | 17:30 | TN F            |
| 25 de febrero | 17:30 | TN M            |
| 26 de febrero | 17:30 | TN equipo mixto |
| 2 de marzo    | 18:30 | TG M            |
| 4 de marzo    | 17:15 | TG por eqs. M   |

| Fecha         | Hora        | Prueba                   |
| ------------- | ----------- | ------------------------ |
| 24 de febrero | 10:30 13:30 | TN / 10 km               |
| 26 de febrero | 12:00 15:30 | TN por eqs. / 4 × 5 km   |
| 1 de marzo    | 12:00 16:15 | TG / 10 km               |
| 3 de marzo    | 16:00 18:15 | TG por eqs. / 2 × 7,5 km |

## Esquí de fondo

### Masculino
| Evento                          | Oro                                                                                               | Plata                                                                                           | Bronce                                                                                      |
| ------------------------------- | ------------------------------------------------------------------------------------------------- | ----------------------------------------------------------------------------------------------- | ------------------------------------------------------------------------------------------- |
| Velocidad individual EL (23.02) | Federico Pellegrino · Italia · 3:13,76                                                            | Serguei Ustiugov · Rusia · 3:13,91                                                              | Johannes Klæbo · Noruega · 3:14,20                                                          |
| Velocidad por equipo EC (26.02) | Rusia · Nikita Kriukov · Serguei Ustiugov · 17:40,69                                              | Italia · Dietmar Nöckler · Federico Pellegrino · 17:42,83                                       | Finlandia · Sami Jauhojärvi · Iivo Niskanen · 17:49,33                                      |
| 15 km EC (01.03)                | Iivo Niskanen · Finlandia · 36:44,0                                                               | Martin Johnsrud Sundby · Noruega · 37:01,9                                                      | Niklas Dyrhaug · Noruega · 37:15,3                                                          |
| 30 km persecución EM (25.02)    | Serguei Ustiugov · Rusia · 1:09:16,7                                                              | Martin Johnsrud Sundby · Noruega · 1:09:23,4                                                    | Finn Hågen Krogh · Noruega · 1:09:48,5                                                      |
| 50 km EL (05.03)                | Alex Harvey · Canadá · 1:46:28,9                                                                  | Serguei Ustiugov · Rusia · 1:46:29,5                                                            | Matti Heikkinen · Finlandia · 1:46:30,3                                                     |
| Relevo 4 × 10 km (03.03)        | Noruega · Didrik Tønseth · Niklas Dyrhaug · Martin Johnsrud Sundby · Finn Hågen Krogh · 1:37:20,1 | Rusia · Andrei Larkov · Alexandr Bessmertnyj · Alexei Chervotkin · Serguei Ustiugov · 1:37:24,7 | Suecia · Daniel Richardsson · Johan Olsson · Marcus Hellner · Calle Halfvarsson · 1:39:51,9 |

### Femenino
| Evento                          | Oro                                                                                       | Plata                                                                           | Bronce                                                                                          |
| ------------------------------- | ----------------------------------------------------------------------------------------- | ------------------------------------------------------------------------------- | ----------------------------------------------------------------------------------------------- |
| Velocidad individual EL (23.02) | Maiken Caspersen Falla · Noruega · 3:02,34                                                | Jessica Diggins Estados Unidos 3:04,00                                          | Kikkan Randall Estados Unidos 3:06,10                                                           |
| Velocidad por equipo EC (26.02) | Noruega · Heidi Weng · Maiken Caspersen Falla · 20:20,56                                  | Rusia · Yuliya Belorukova · Natalia Matveyeva · 20:26,12                        | Estados Unidos Sadie Bjornsen Jessica Diggins 20:38,94                                          |
| 10 km EC (28.02)                | Marit Bjørgen · Noruega · 25:24,9                                                         | Charlotte Kalla · Suecia · 26:05,9                                              | Astrid Jacobsen · Noruega · 26:20,4                                                             |
| 15 km persecución EM (25.02)    | Marit Bjørgen · Noruega · 37:57,5                                                         | Krista Pärmäkoski · Finlandia · 38:02,3                                         | Charlotte Kalla · Suecia · 38:29,5                                                              |
| 30 km EL (04.03)                | Marit Bjørgen · Noruega · 1:08:36,8                                                       | Heidi Weng · Noruega · 1:08:38,7                                                | Astrid Jacobsen · Noruega · 1:08:38,7                                                           |
| Relevo 4 × 5 km (02.03)         | Noruega · Maiken Caspersen Falla · Heidi Weng · Astrid Jacobsen · Marit Bjørgen · 52:21,5 | Suecia · Anna Haag · Charlotte Kalla · Ebba Andersson · Stina Nilsson · 53:21,1 | Finlandia · Aino-Kaisa Saarinen · Kerttu Niskanen · Laura Mononen · Krista Pärmäkoski · 53:23,6 |

## Salto en esquí

### Masculino
| Evento                              | Oro                                                                      | Plata                                                                                             | Bronce                                                                                     |
| ----------------------------------- | ------------------------------------------------------------------------ | ------------------------------------------------------------------------------------------------- | ------------------------------------------------------------------------------------------ |
| Trampolín normal individual (25.02) | Stefan Kraft · Austria · 270,8 pts.                                      | Andreas Wellinger · Alemania · 268,7 pts.                                                         | Markus Eisenbichler · Alemania · 263,6 pts.                                                |
| Trampolín grande individual (02.03) | Stefan Kraft · Austria · 279,3                                           | Andreas Wellinger · Alemania · 278,0                                                              | Piotr Żyła · Polonia · 276,7                                                               |
| Trampolín grande por equipo (04.03) | Polonia · Piotr Żyła · Dawid Kubacki · Maciej Kot · Kamil Stoch · 1104,2 | Noruega · Anders Fannemel · Johann André Forfang · Daniel-André Tande · Andreas Stjernen · 1078,5 | Austria · Michael Hayböck · Manuel Fettner · Gregor Schlierenzauer · Stefan Kraft · 1068,9 |

### Femenino
| Evento                              | Oro                                 | Plata                     | Bronce                          |
| ----------------------------------- | ----------------------------------- | ------------------------- | ------------------------------- |
| Trampolín normal individual (24.02) | Carina Vogt · Alemania · 254,6 pts. | Yuki Ito Japón 252,6 pts. | Sara Takanashi Japón 251,1 pts. |

### Mixto
| Evento                              | Oro                                                                                           | Plata | Bronce                                                           |
| ----------------------------------- | --------------------------------------------------------------------------------------------- | --- | ---------------------------------------------------------------- |
| Trampolín normal por equipo (26.02) | Alemania · Carina Vogt · Markus Eisenbichler · Svenja Würth · Andreas Wellinger · 1035,5 pts. | Austria · Daniela Iraschko-Stolz · Michael Hayböck · Jacqueline Seifriedsberger · Stefan Kraft · 999,3 pts. | Japón Sara Takanashi Taku Takeuchi Yuki Ito Daiki Ito 979,7 pts. |

## Combinada nórdica
| Evento                           | Oro                                                                                    | Plata                                                                           | Bronce                                                                               |
| -------------------------------- | -------------------------------------------------------------------------------------- | ------------------------------------------------------------------------------- | ------------------------------------------------------------------------------------ |
| TN + 10 km individual (24.02)    | Johannes Rydzek · Alemania · 26:19,6                                                   | Eric Frenzel · Alemania · 26:34,5                                               | Björn Kircheisen · Alemania · 26:49,6                                                |
| TG + 10 km individual (01.03)    | Johannes Rydzek · Alemania · 26:41,6                                                   | Akito Watabe Japón 26:46,4                                                      | François Braud Francia 26:54,6                                                       |
| TN + 4 × 5 km por equipo (26.02) | Alemania · Björn Kircheisen · Eric Frenzel · Fabian Rießle · Johannes Rydzek · 47:57,3 | Noruega · Magnus Moan · Mikko Kokslien · Magnus Krog · Jørgen Graabak · 48:39,0 | Austria · Bernhard Gruber · Mario Seidl · Philipp Orter · Paul Gerstgraser · 49:01,0 |
| TG + 2 × 7,5 km (03.03)          | Alemania · Eric Frenzel · Johannes Rydzek · 29:01,8                                    | Noruega · Magnus Krog · Magnus Moan · 29:02,8                                   | Japón Yoshito Watabe Akito Watabe 29:12,0                                            |

## Medallero
| Núm. | País           | Oro | Plata | Bronce | Total |
| ---- | -------------- | --- | ----- | ------ | ----- |
| 1    | Noruega        | 7   | 6     | 5      | 18    |
| 2    | Alemania       | 6   | 3     | 2      | 11    |
| 3    | Rusia          | 2   | 4     | 0      | 6     |
| 4    | Austria        | 2   | 1     | 2      | 5     |
| 5    | Finlandia      | 1   | 1     | 3      | 5     |
| 6    | Italia         | 1   | 1     | 0      | 2     |
| 7    | Polonia        | 1   | 0     | 1      | 2     |
| 8    | Canadá         | 1   | 0     | 0      | 1     |
| 9    | Japón          | 0   | 2     | 3      | 5     |
| 10   | Suecia         | 0   | 2     | 2      | 4     |
| 11   | Estados Unidos | 0   | 1     | 2      | 3     |
| 12   | Francia        | 0   | 0     | 1      | 1     |
|      | TOTAL          | 21  | 21    | 21     | 63    |